# August Petermann

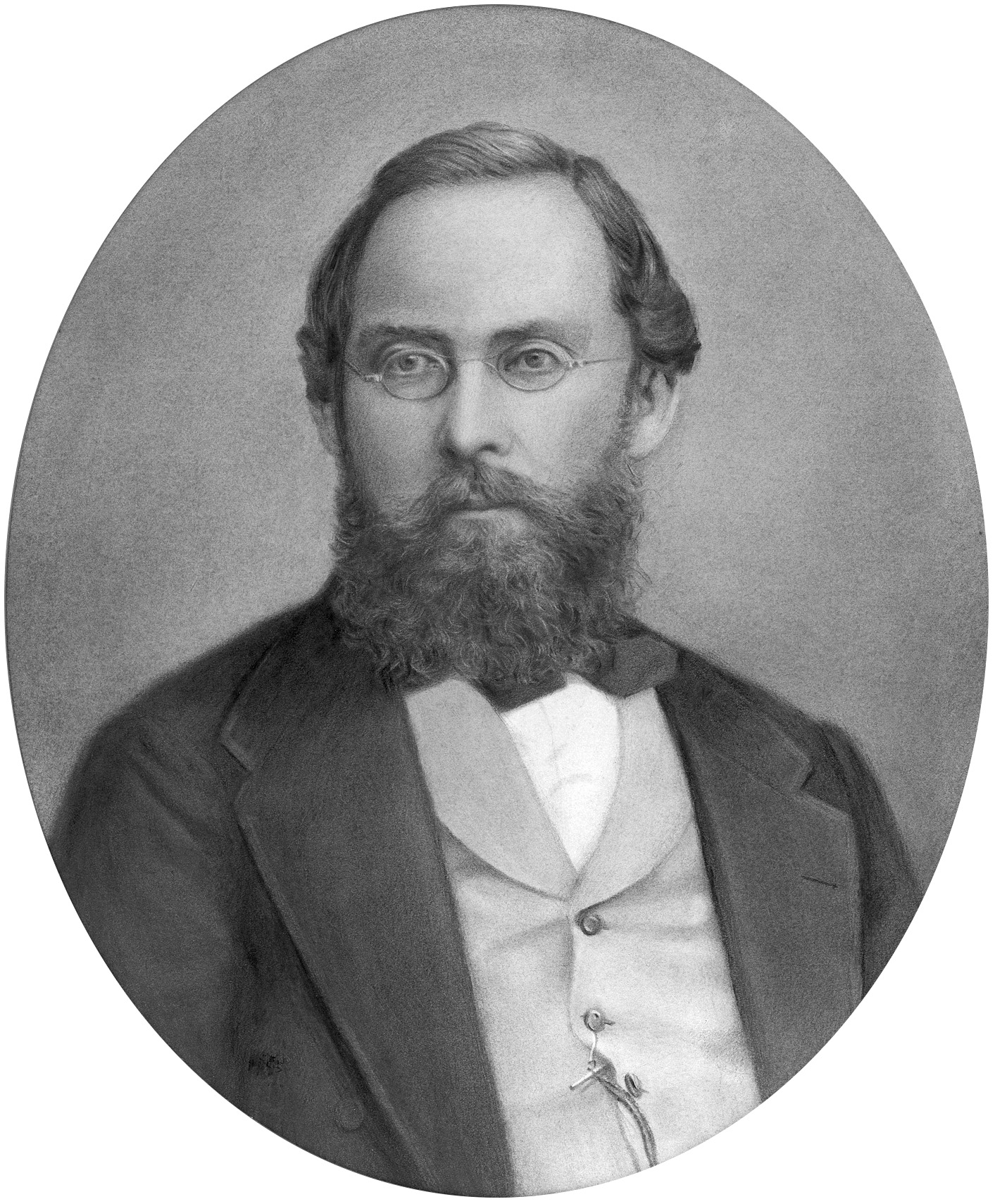
August Heinrich Petermann

August Heinrich Petermann (Bleicherode, 18 april 1822 – Gotha, 25 september 1878) was een van de meest toonaangevende geografen en cartografen van de 19e eeuw.

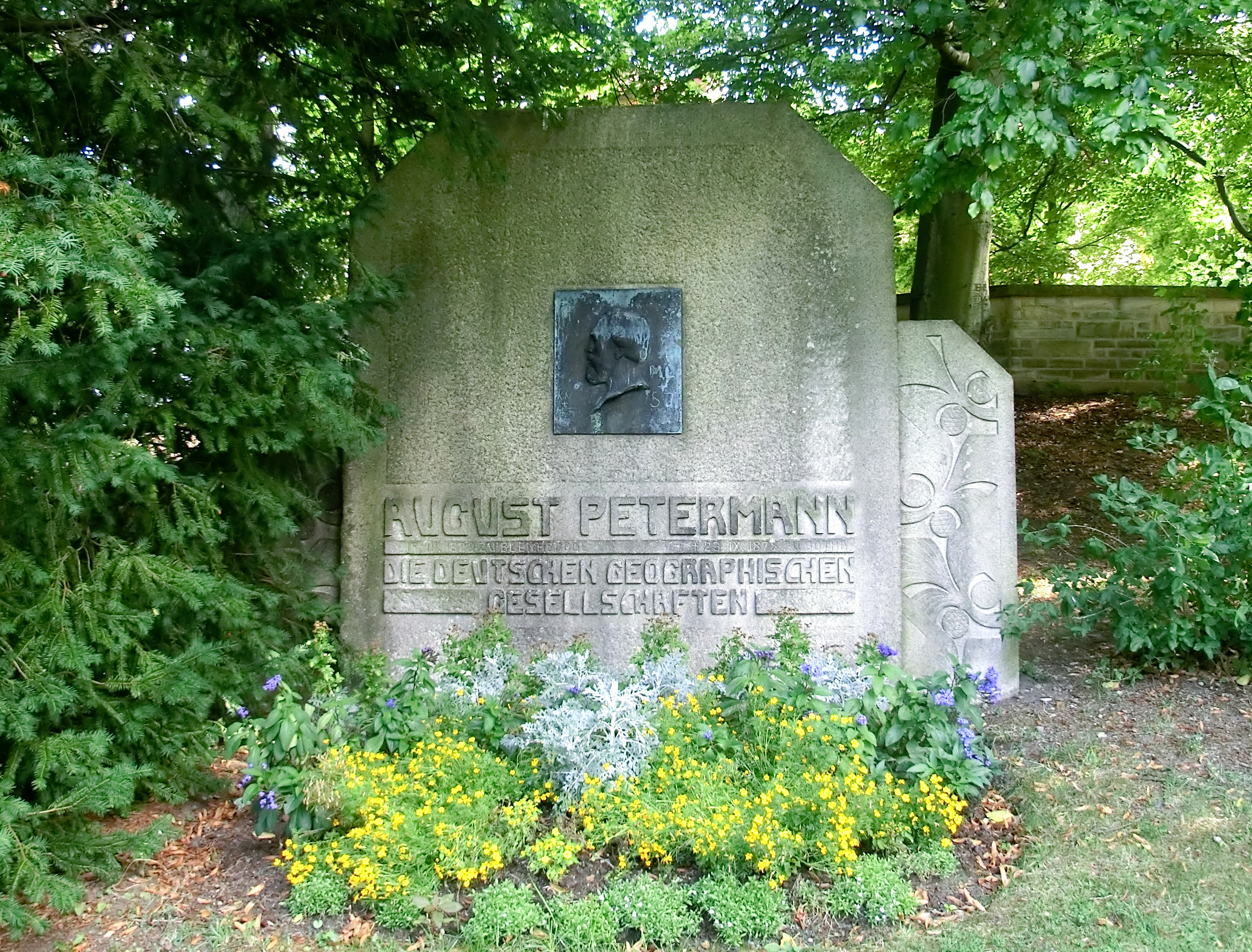
Gedenkstein August Petermann Gotha

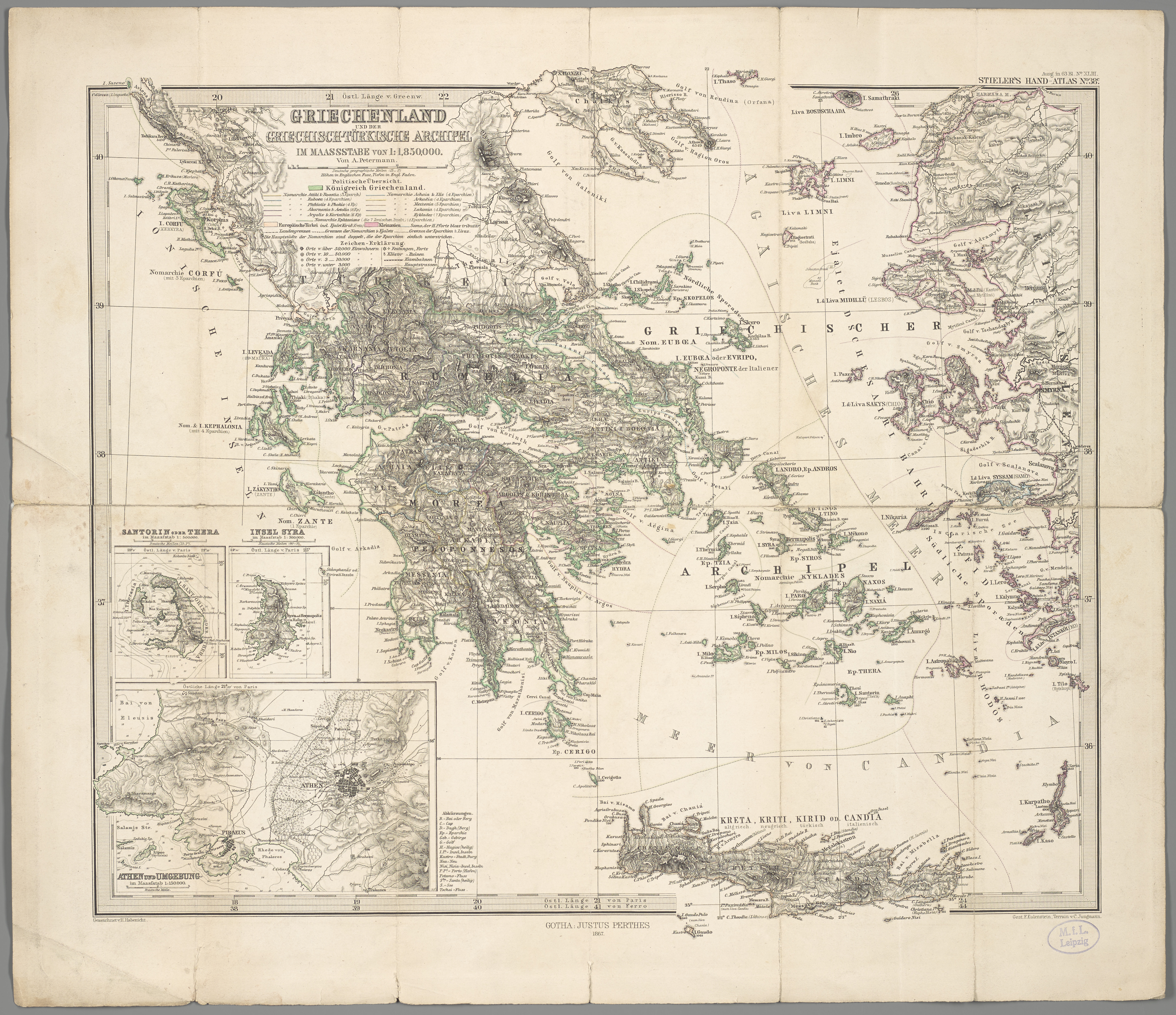
Griechenland und der Griechisch-Türkische Archipel. Uit: Stieler's Hand-Atlas, 38, 1867

## Levensloop
Geboren in het centrum van Bleicherode als zoon van een actuaris, ging hij op 14-jarige leeftijd naar de middelbare school in  Nordhausen en hield zich al op jonge leeftijd bezig met aardrijkskunde en het tekenen van kaarten. In 1839 ging hij naar de geografische school van Heinrich Berghaus in Potsdam om een wetenschappelijke en technische opleiding in cartografie te krijgen. 
In 1845 verhuisde hij naar Edinburgh en in 1847 naar Londen, waar hij een eigen bedrijf oprichtte. Hij trouwde op 3 september 1856 in Richmond (Surrey) met Clara Mildred Leslie. Het echtpaar kreeg twee dochters. Het huwelijk eindigde in een scheiding in 1875. 
In 1854 verhuisde hij van Londen naar Gotha in Thüringen om bij Uitgeverij Justus Perthes te gaan werken. Een jaar later werd hij redacteur van wat later Petermanns geographische Mitteilungen zou gaan heten, een belangrijk Duitstalig tijdschrift voor geografie. Andere werkzaamheden omvatte het redigeren van atlassen en kaarten en het opleiden van personeel. Dit alles leidde tot een duidelijker en uniformer kaartbeeld. 
In 1878 pleegde hij zelfmoord. Op diverse plaatsen in Gotha wordt hij geëerd, diverse geografische locaties in de wereld zijn naar hem vernoemd en een bloemengeslacht in de Herfsttijloosfamilie. Er is zelfs een krater op de maan naar hem vernoemd
.

## Geographische Kunstschule
Heinrich Berghaus was, met steun van Alexander von Humboldt, in 1839 in Potsdam begonnen met de 'Geographische Kunstschule'. In de eerste cursus (1839-1844) was Petermann, tezamen met Heinrich Lange (1821-1893) een van de weinige leerlingen. In de laatste cursus (1845-1850) was dit Hermann Berghaus, een neef van Heinrich Berghaus, die later redacteur zou worden onder Petermann. 
Het onderwijs zou wetenschappelijk cartografisch kunnen worden genoemd, bestaande uit wiskundige geografie (kaartprojecties en rasters), fysieke geografie (meteorologie, hydrologie en geologie) en politieke geografie (kennis van grenzen en met name bestuurlijke indeling van Europese staten). Lichamelijke training was meer gericht op landmeten, tekenen en graveren. Zijn studenten leerden op de een of andere manier beter dan hij om hun inspanningen te beperken om meer van hen tot volle wasdom te brengen.

## Britse periode
Commercieel inzicht kreeg August Petermann tijdens zijn jaren in de cartografie in Edinburgh en Londen van 1845 tot 1854. Normaal gesproken zou hij tot 1849 verplicht zijn geweest op de school van Berghaus te werken, zoals was vastgelegd in de contracten die de studenten moesten tekenen. Daarin stond dat de studenten na hun studie vijf jaar moesten werken om hun collegegeld te betalen. 
Met een aanbevelingsbrief van Alexander von Humboldt voegde Heinrich 'Henry' Lange zich in oktober 1844 bij Alexander Keith Johnston in Edinburgh om te helpen bij een vertaling van de Physikalischer Atlas van Berghaus. Petermann bleef in Gotha achter en werd leraar in de 2e klas van Berghaus' school. In april 1845 volgde hij Lange, die hem in zijn huis in Edinburgh ontving. 
In 1847 verhuisde Petermann naar Londen met de bedoeling zijn geografische studies voort te zetten en daarna terug te keren naar Duitsland. Hij werkte als verslaggever voor een Londens tijdschrift (Athenaeum, journal of literature, science and the fine arts. Londen, 1828-1921), en richtte in 1850 zijn eigen etablissement op: ‘The Geographical Establishment, Engraving, Lithographic and Printing Office’, 9 Charing Cross. Dit produceerde een aantal belangrijke kaarten, en in Londen kwam hij in aanraking met een groot aantal ontdekkinsreizigers. Zijn participatie in de Royal Geographical Society (RGS) leverde hem in 1868 de prestigieuze Founders medaille op. Koningin Victoria benoemde hem, op voorstel van Robert Bunsen, tot 'physical geographer-royal'. In 1854 trad hij in dienst van Uitgeverij Justus Perthes in Gotha.

## Werken in Gotha
In het begin van zijn Duitse carrière werd Petermann door de Ernst II van Saksen-Coburg en Gotha benoemd tot professor (1854) en later eredoctor (1855) van de Universiteit van Göttingen. Het oorspronkelijke plan was dat hij het Geographisches Jahrbuch, dat Heinrich Berghaus van 1850 tot 1852 had uitgegeven, zou voortzetten. Op voorstel van de manager Adolf Müller (1820-1880) werd besloten om in plaats daarvan het maandblad Mittheilungen aus Justus Perthes Geographischer Anstalt über wichtige neue Erforschungen auf dem Gesamtgebiet der Geographie von Dr. A. Petermann (PGM) zou gaan uitgeven. In het eerste nummer beloofde hij dat er nooit een aflevering zou worden gepubliceerd zonder kaart (een belofte die tot aan het eind van het verschijnen in 2004 gehouden zou worden) en dat het tijdschrift ook ondersteunend zou zijn voor alle Perthes (atlas-)uitgaven. Het tijdschrift bleek een ongekend succes met een oplage van 4.000, waarvan ca. 1.000 in het buitenland. Naarmate de populariteit van het tijdschrift toenam, breidde Petermann de "Mitteilungen" uit met de  Ergänzungshefte (1-294, 1860-1999), waarin vanaf 1860 de grotere originele onderzoeksrapporten werden gepubliceerd. Ernst Behm, Petermanns opvolger als hoofdredacteur, was degene die het eerste deel van het Geographischen Jahrbuchs (vol.1-66, 1866-1983) uit 1866 publiceerde als de tweede aanvulling op PGM. Petermann of Behm, die de ontwikkelingen opmerkten in het tijdschrift van de Royal Geographical Society, besloten dat PGM verder moet worden aangevuld met 10-jarige cumulatieve indices.
Dankzij zijn tijd in Londen had hij veel contact met Duitse en buitenlandse ontdekkingsreizigers die hem hun dagboeken toevertrouwden zodat PGM meestal een van de eerste was die over nieuwe ontdekkingen publiceerden. Ondertussen werkte hij ook mee aan nieuwe edities van de Stielers Handatlas en andere atlassen.

## De ‘Petermann school’ of ‘Gotha school’
De cartografen die Petermann trainde, waren onder meer Bruno Hassenstein (1839-1902), Hermann Habenicht (1844-1917, die vanaf 1897 Hermann Haack, de 20e-eeuwse redacteur van PGM, trainde), Ernst Debes (1840-1923), Carl Barich, Arnim Welcker (1840-1859), Ludwig Friederichsen (1841-1915) in de jaren 1850, en Fritz Hanemann (1847-1877), Christian Peip (1843-1922), Bruno Domann en Otto Koffmahn (1851-1916) in de jaren 1860. 
Ze leerden al snel om kaarten te maken die net zo goed waren als die van hun leraar, en uiteindelijk zelfs nog beter. Petermann wees op de noodzaak van een verbetering van de kaartbelettering, in hoogtecijfers (hoewel hoogte- en bathymetrische cijfers gebruikelijk waren in topografische kaarten en grafieken, was Petermann de eerste die ze opnam in geografische kaarten), nauwkeuriger gravure en betere kleuring. Onder zijn leiding werden de kaarten van de Stieler uniformer.

## Ontdekkingsreizen
Petermann was vaak zelf initiatiefnemer voor ontdekkingsreizen, vooral in Afrika, het Noordpoolgebied (hiervoor rapporteerde hij lange tijd in PGM) en Australië. Een goed voorbeeld hiervan is ‘Ergänzungsband II’ uit 1863, die hij tezamen met Bruno Hassenstein samenstelde. Ze bevat een 10-delige kaart (210x102 cm) van Afrika (Karte von Inner-Afrika)  die alle routes van ontdekkingsreizigers tussen 1701 en 1863 bevatte. De belangrijkste delen van de kaart zijn de blanco gebieden, in de hoop dat ze ontdekkingsreizigers zouden stimuleren om op expeditie te gaan om erachter te komen welke nieuwe dingen er zouden kunnen zijn.
Hij vergiste zich ook wel eens. Zo vermoedde hij dat Groenland zich in het Noordpoolgebied zou voortzetten tot aan de Beringstraat.